# Bob, Agent of Hydra
Bob är en antihjälte i berättelserna om Deadpool i Marvels universum, skapad av Fabian Nicieza och Reilly Brown. Han gjorde sin debut i tidningen Cable & Deadpool #38. Rob Hayter spelade Bob i Deadpool i en cameoroll.